# Blanche Sweet

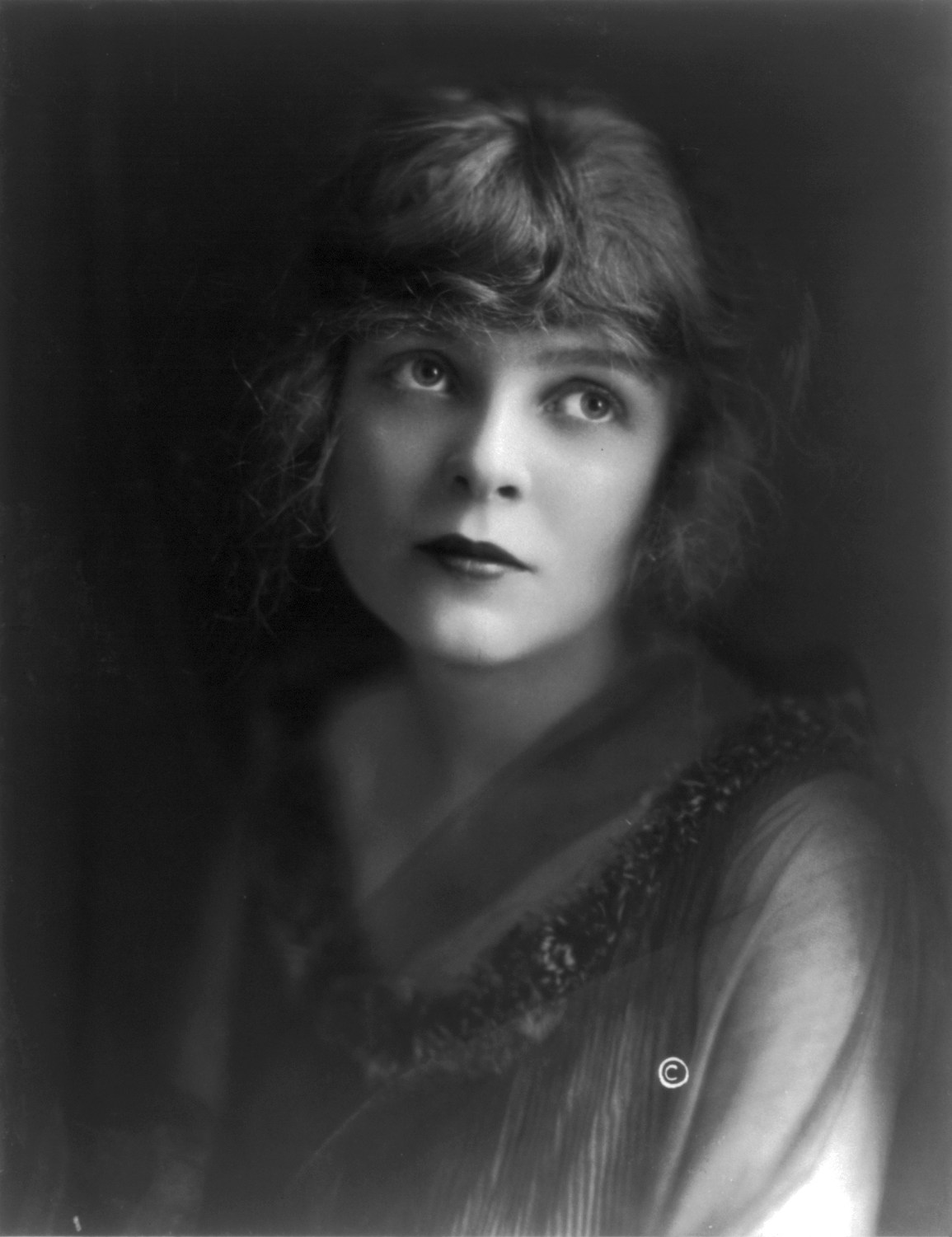
Blanche Sweet (etwa 1915)

Sarah Blanche Sweet (* 18. Juni 1896 in Chicago, Illinois; † 6. September 1986 in New York City) war eine US-amerikanische Filmschauspielerin, deren Karriere in den frühen Tagen des Stummfilms bereits ihren Höhepunkt hatte. Im Laufe ihrer Karriere wirkte sie in rund 160 Film- und Fernsehproduktionen mit.

## Karriere
Sie wurde in eine Familie von Vaudeville-Schauspielern geboren und war bereits als Kind regelmäßig auf der Bühne. 1909 begann ihre Filmkarriere bei der Biograph und sie wurde rasch eine der führenden Darstellerinnen in den Filmen von D. W. Griffith. 1911 hatte sie die Hauptrolle als junge Mutter in The Last Drop of Water. Sie spielte neben Robert Harron und Charles West, mit dem zusammen sie besonders häufig besetzt wurde.
Blanche Sweets Rollen waren meist energetische, selbstständige Frauentypen, die in ihrer äußeren Erscheinung jedoch auch dem „Griffith-Ideal“ der verletzlichen und zerbrechlichen Frau, wie es bevorzugt von Mae Marsh oder Lillian Gish dargestellt wurde, entsprachen. Ihre bedeutendste Hauptrolle hatte sie als Judith in Griffiths erstem Langfilm Judith von Bethulien von 1914.
1915 verließ sie Biograph und ging zur Famous Players-Lasky, wo sie in Filmen von Cecil B. DeMille und Marshall Neilan auftrat. Die zeitgenössische Filmkritik hielt sie aufgrund ihrer Vielseitigkeit für eine der herausragendsten Schauspielerinnen der gesamten Stummfilmära. Mit Neilan entwickelte sich eine von der Öffentlichkeit beachtete Liaison und sie heirateten im Jahr 1922. Im Folgejahr 1923 stand Sweet in der Hauptrolle der Anna Christie in der ersten Verfilmung des Schauspiels von Eugene O’Neill. Ab 1924 arbeitete sie für die neu gegründete Metro-Goldwyn-Mayer und war der Star in Neilans Filmen Tess of the D’Urbervilles und The Sporting Venus, in dem Ronald Colman ihr Partner war.
Gegen Ende der Stummfilmzeit schwand ihre Popularität und sie trat nur in drei Tonfilmen auf. 1930 zog sie sich aus dem Filmgeschäft gänzlich zurück.
Die Ehe mit Neilan endete 1929; Sweet beschuldigte Neilan der beständigen Ehebrecherei. 1936 heiratete sie den Bühnenschauspieler Raymond Hackett, mit dem sie bis zu dessen Tod im Jahr 1958 zusammen blieb. Beruflich war sie beim Radio und in Nebenrollen am Broadway tätig. Als sie keine Anstellungen mehr bekam, arbeitete sie gar zeitweise in einem Kaufhaus in Los Angeles. In den späten 1960er Jahren wurde ihr, insbesondere durch europäische Filmschüler, die Anerkennung als Pionierin des US-amerikanischen Films zuteil. Sie starb 90-jährig nach einem Schlaganfall.

## Filmografie (Auswahl)
- 1909: A Corner in Wheat
- 1911: The Last Drop of Water
- 1911: The Battle
- 1912: For His Son
- 1912: One is Business, the Other Crime
- 1912: The Lesser Evil
- 1913: The Massacre
- 1913: Judith von Bethulien (Judith of Bethulia)
- 1914: Home, Sweet Home
- 1922: Im Wirbel der Fluten (Quincy Adams Sawyer)
- 1923: Anna Christie
- 1923: Der Markt der Seelen (Souls for Sale) (Cameo)
- 1924: Tess of the D’Urbervilles
- 1924: The Sporting Venus
- 1930: Showgirl in Hollywood